# Дуби (деревня)
Дуби (фр. Dubie) или Дубие (фр. Dubié) — деревня на востоке Демократической Республике Конго, в провинции Верхняя Катанга, территория Пвето.

## История
Во время Второй конголезской войны Дуби сильно пострадал в ходе боевых действий. После окончания войны в 2003 году местное ополчение май-май продолжало действовать в этом районе, пользуясь поддержкой местного населения. В 2005 году началась армейские операция направленная против деятельности партизан. Многие местные жители были перемещены в Дуби где был создан лагерь для беженцев так как беженцы имели иную этническую принадлежность, чем жители села.
Существовали три лагеря для беженцев, в которых насчитывалось около 16 000 человек. Военные заставляли работать этих людей на полях, чтобы заготовить припасы для армии. Организация «Врачи без границ» сообщила, что каждую неделю в этих лагерях умирало до 20 человек.

## Инфраструктура
Дороги в окрестностях Дуби находятся в плохом состоянии, что снижает возможности поставок товаров и увеличивает цены на них. В 2008 году благодаря проекту благотворительной организации «Концерн» с использованием местных рабочих были восстановлены 45 километров дорог и 54 небольших моста, что значительно увеличит инвестиции в местную экономику.